# Alfred de Montesquiou
Pour les autres membres de la famille, voir Maison de Montesquiou.
Alfred de Montesquiou, né à Paris en 1978, est un journaliste et réalisateur, lauréat du prix Albert-Londres.

## Biographie

### Jeunesse et études
Il grandit entre les États-Unis, l’Angleterre et la France. Changeant fréquemment d’école et de langue, il se réfugie dans la lecture et dévore les classiques dès son plus jeune âge, avant de devenir un assidu de Kessel. Il effectue ses études secondaires au lycée Montaigne où il se spécialise dans le théâtre Baroque avec Eugène Green; une hypokhâgne au lycee Molière, puis étudie l’histoire et la philosophie à la Sorbonne, où il obtient une maîtrise en philosophie. 
A 19 ans il est lauréat de la Bourse Max Lazard, qui lui finance un long périple en dromadaire à travers le désert du Sahara sur les traces de Théodore Monod, avec les clans nomades des Maures Rgaibat. Il est ensuite diplômé de l'Institut d'études politiques de Paris puis, quelques années plus tard, du master de journalisme de la Columbia Journalism School de l'université Columbia à New York. 

### Parcours professionnel
Correspondant ou envoyé spécial au Moyen-Orient, au Darfour, au Maghreb, en Afghanistan et en Haïti, Alfred de Montesquiou travaille comme reporter de guerre pour l'agence américaine Associated Press de 2004 à 2010. En parallèle de son activité d’auteur, il est ensuite grand reporter pour le magazine Paris Match jusqu’en 2019, et couvre notamment la plupart des révolutions du Printemps arabe, ainsi que la révolution puis le conflit en Ukraine.
Fondateur de la société de production Dreamtime, il est auteur et/ou réalisateur de plusieurs séries documentaires sur ARTE et de plusieurs films unitaires sur France TV. Il enseigne le reportage à l'École de journalisme de Sciences Po, où il siège au conseil pédagogique.
En 2012, Alfred de Montesquiou est le lauréat du prix Albert-Londres pour sa couverture de la guerre civile libyenne.
En 2013, il est lauréat du prix du Nouveau Cercle de l’union Interallié pour son ouvrage Oumma, un grand récit de voyage à travers le monde arabo-musulman, du Maroc au Pakistan, aux éditions du Seuil.
En 2014, il reçoit le prix « Enquête » de la SEPM pour sa couverture du crash du vol MH17 de la Malaysian Airlines abattu en Ukraine.
En 2021, son roman L'Étoile des Frontières sur la guerre en Syrie emporte le prix du livre de l'été attribué par la Fondation Minerve (Institut de France) et la ville des Sables d'Olonne, sous la présidence du jury de Jean-Christophe Ruffin.
En 2022, son documentaire Liban, au cœur du chaos emporte le « Laurier d'or de l'audiovisuel » du meilleur grand reportage de l'année.

## Œuvres

### Livres
- Moi, Jules César, roman graphique dessiné par Nevil, colorisé par Vérane Otero, éd. Allary, avril 2025.
- L'Etoile des frontières, roman sur la révolution en Syrie, éd. Stock, mars 2021 (finaliste du prix Orange, lauréat du prix du roman de l'Eté, Les Sables d'Olonne/Fondation Minerve/ Institut de France).
- Sur la Route des extrêmes. Une traversée de l'Amérique du Sud Coédition Gallimard Loisirs / ARTE Éditions -Parution : octobre 2019
- La Route de la Soie,  éd. Éditions du Chene / ARTE Éditions , octobre 2017, qui suit les traces de Marco Polo, de Venise à Xi'an, en Chine.
- Ma Bataille d'Alger, de Ted Morgan, (traduction et adaptation en français), Éditions Tallandier, mars 2016.
- Oumma, un grand-reporter au Moyen-Orient,  éd. Éditions du Seuil, avril 2013 (Prix Nouveau Cercle Interallié 2014).
- In Amenas, un drame algérien, (avec Marie-Pierre Gröndhal), livre numérique aux éditions Lagardère, janvier 2013.

### Documentaires
- Jules, novembre 2024, série de 5 * 52 minutes sur les traces de Jules César à travers 16 pays et 3 continents, incarné par Roschdy Zem, diffusé sur Planète + ( production Andaman films / Dreamtime).
- Cargo, septembre 2024, 70 minutes, Le Monde en Face, France 5. (Kalliste/Dreamtime).
- Qatar, au pays des 1001 ruses, novembre 2022, 73’ sur Le Monde en Face, France 5. (Elephant et compagnie/Chrysalide/Dreamtime).
- Liban, au cœur du chaos, sur la crise géopolitique au Liban, novembre 2021, 85' sur Le Monde en Face, France 5. (Laurier de l'Audiovisuel 2022)(Kalliste/Dreamtime).
- En Quête de jeunesse éternelle, (auteur) avec Valérie Bonneton, M6, septembre 2021, réalisé par Stéphane Gillot, (CAT et compagnie)
- Le Mystère Diana, 90 minutes, Zone Interdite, M6, août 2021. (Tony Comiti production)
- Effondrement: sauve qui peut le monde ?, sur la crainte d’effondrement écologique. 52’ sur « Le Monde en Face », France 5, co-realisé avec l’écrivain Julien Blanc-Gras, 2020 (Electron Libre/Mediawan)
- La Route des Extrêmes une traversée écologique de l’Amérique du Sud, auteur (réalisation Xavier Lefebvre), une collection de 5*52’ sur ARTE, novembre 2019. (Electron Libre/Mediawan)
- Les Animaux face au terrorisme :  avec les chiens d’assaut du GIGN et du Raid, les aigles de l’armée de l’air, les chiens renifleurs à Roissy-Charles de Gaulle, les malinois en patrouille militaire au Mali et Niger (opération Barkhane) et les rats démineurs en Tanzanie ; Auteur-réalisateur, 52’, Infrarouge, France 2, 2018.(Electron Libre/Mediawan)
- Père Hamel, martyr de la République, Auteur-réalisateur, Rouen, France ; 60’, Infrarouge, France 2, 2018. (Electron Libre/Mediawan)
- La Route de la soie - Et autres merveilles, de Venise à Xi’an en passant par la Turquie, l’Iran, l’Ouzbekistan, le Kirghizistan et la Chine ; Auteur, 15* 26’, ARTE, 2017, Amazon Prime 2020. (Electron Libre/Mediawan)
- La Guerre des grands singes, sur le conflit et la crise écologique au Parc du Virunga, Congo RDC,  52 minutes, France 5, juin 2015. (Nilaya)